# Wolfgang Graf Berghe von Trips
Wolfgang Alexander Albert Eduard Maximilian Reichsgraf Berghe von Trips (Keulen, 4 mei 1928 – Monza, 10 september 1961) was een Duitse Formule 1-coureur.

## Loopbaan

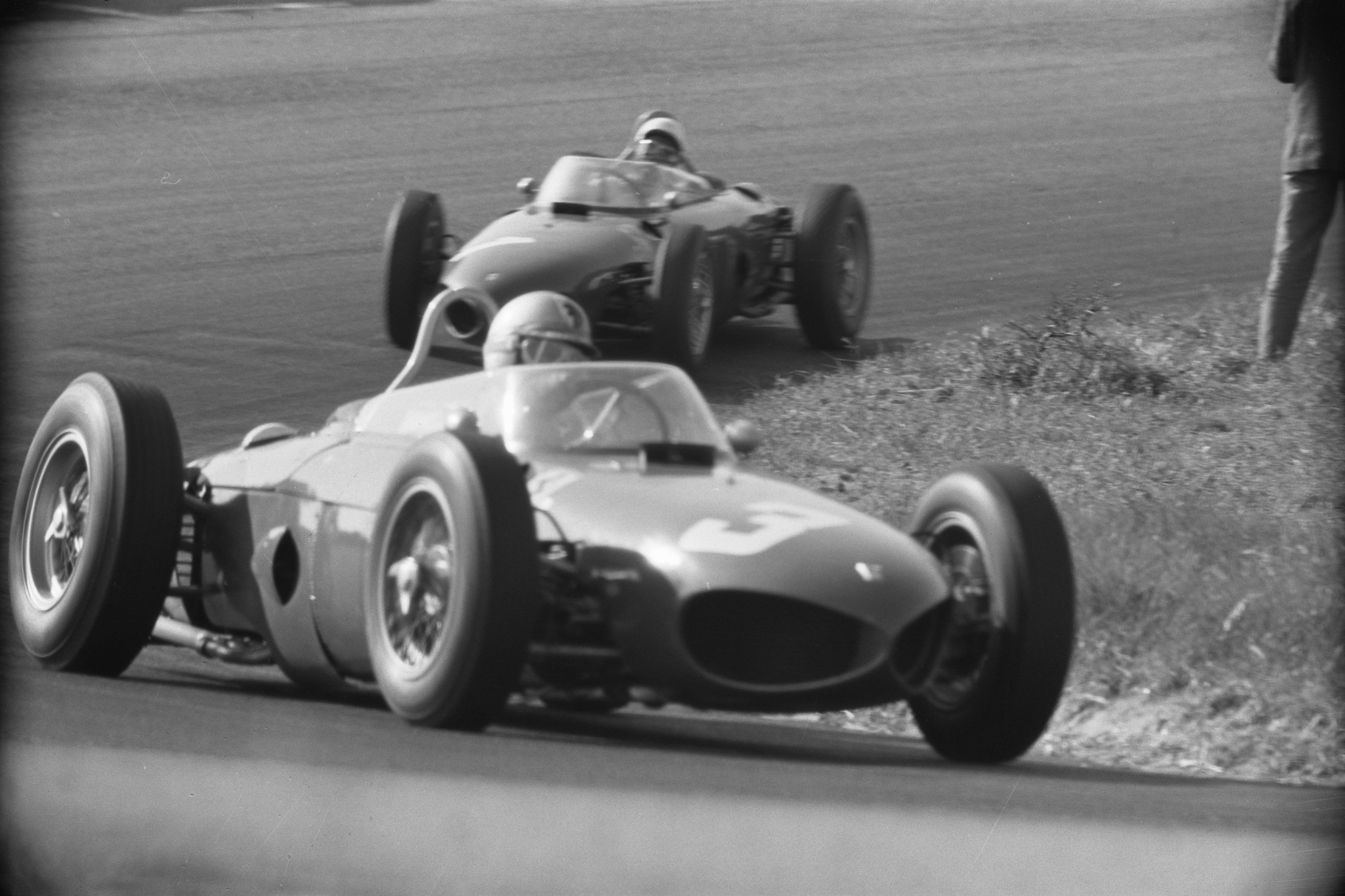
Wolfgang van Trips in actie tijdens de Grote Prijs van Nederland 1961.

Wolfgang Von Trips nam vanaf 13 januari 1957 deel aan de eerste van 30 Grands Prix waar hij voor stond ingeschreven. Zijn eerste Grand Prix reed hij in 1957 bij Ferrari, de Grand Prix Formule 1 van Argentinië 1957. Hij deelde de bolide met Mike Hawthorn. Ondanks dat wist hij de race niet uit te rijden. 
Hij behaalde eenmaal een poleposition, en won in 1961 twee races, de Grote Prijzen van Nederland en Groot-Brittannië.
Tijdens de Italiaanse Grand Prix van 1961 op het circuit van Monza kwam zijn Ferrari 156 in botsing met de Lotus van Jim Clark. Bij het inrijden van de Parabolicabocht vloog Von Trips' auto de tribune in. Behalve hijzelf kwamen ook vijftien toeschouwers om het leven. Op dat ogenblik stond hij, met nog twee races te gaan, aan de leiding in het WK met vier punten voorsprong op zijn ploegmaat Phil Hill. Deze won de wedstrijd en werd daardoor wereldkampioen.

### Overwinningen
| Nr. | Grand Prix                                     | Team    |
| --- | ---------------------------------------------- | ------- |
| 1   | Grand Prix Formule 1 van Groot-Brittannië 1961 | Ferrari |
| 2   | Grand Prix Formule 1 van Nederland 1961        | Ferrari |